# Halflife
Halflife – EP włoskiego zespołu Lacuna Coil. Utwory z tego albumu znalazły się potem na dwupłytowej edycji albumu Unleashed Memories.

## Lista utworów
Opracowano na podstawie materiału źródłowego.
| Nr | Tytuł utworu   | Długość |
| -- | -------------- | ------- |
| 1. | „Halflife”     | 5:01    |
| 2. | „Trance Awake” | 2:00    |
| 3. | „Senzafine”    | 3:56    |
| 4. | „Hyperfast”    | 4:57    |
| 5. | „Stars”        | 4:37    |
|    |                | 20:31   |

## Twórcy
Opracowano na podstawie materiału źródłowego.
| Zespół Lacuna Coil w składzie - Andrea Ferro, Cristina Scabbia – wokal prowadzący - Cristiano Migliore, Marco Biazzi – gitara elektryczna - Marco Coti Zelati – gitara basowa, instrumenty klawiszowe, programowanie, oprawa graficzna - Cristiano Mozzati – perkusja, instrumenty perkusyjne |  | Inni - Dario Mollo – inżynieria dźwięku, realizacja nagrań - Carsten Drescher – oprawa graficzna - Volker Beushausen – zdjęcia - Waldemar Sorychta – produkcja muzyczna, inżynieria dźwięku, miksowanie |